# Louise Poitevin
Pour les articles homonymes, voir Poitevin.
Louise Rosalie Poitevin est une pilote née le 7 juin 1819 à Paris et décédée le 3 avril 1908 à Meudon, pionnière de l'avion française. Elle est connue pour avoir été la première à prendre des chevaux avec elle dans son ballon dirigeable.

## Biographie
Le 12 septembre 1847, elle s'envole à bord d'un ballon avec un dénommé Rossi du quartier de la Coulouvrenière à Genève et reste en vol pendant deux heures. 
Au Portugal, à l'été de 1857, elle et son mari, Jean Eugène Poitevin, effectuent une série de vols en montgolfière : deux à Porto, quatre à Lisbonne et deux à Coimbra. C'est la deuxième femme à voler dans les cieux au Portugal, la première étant Bertrande Senges. 
Elle termine sa carrière en 1894 à l’âge de 55 ans en atterrissant à Copenhague à dos de cheval au sommet d'un des toits de la ville.